# Hermann Josef Dörpinghaus
Hermann Josef Dörpinghaus (* 9. August 1937 in Wipperfürth) ist ein deutscher Bibliothekar. Er war Stellvertretender Bibliotheksdirektor der Universitätsbibliothek Freiburg und Leitender Bibliotheksdirektor der Universitätsbibliothek Heidelberg.

## Leben
Dörpinghaus studierte zunächst Rechtswissenschaften, dann aber Geschichte und Germanistik in Köln und Freiburg im Breisgau. 1964 legte er dort die Prüfung für das Lehramt an Gymnasien ab. Von 1966 bis 1969 war er wissenschaftlicher Assistent mit Lehrauftrag am Lehrstuhl für neuere und neueste Geschichte dieser Universität. 1969 wurde er zum Dr. phil. promoviert und trat in den wissenschaftlichen Dienst der Universitätsbibliothek Freiburg ein.
Seit 1979 war er Stellvertretender Bibliotheksdirektor der Universitätsbibliothek Freiburg, bis er 1991 als Leitender Bibliotheksdirektor an die Universitätsbibliothek Heidelberg wechselte und 2001 in den Ruhestand ging.  In seiner Heidelberger Amtszeit wurde der gesamte innere Dienstbetrieb umfassend saniert und rationalisiert. Innovative internetbasierte Informations- und Kommunikationsdienste wurden aufgebaut, die der Bibliothek als modernem EDV-Kompetenzzentrum einen Spitzenplatz im deutschen Bibliothekswesen sicherten. Die Erschließung des einzigartigen Heidelberger Altbestandes an Handschriften, Inkunabel und Nachlässen wurde begonnen und in repräsentativen Ausstellungen der Öffentlichkeit präsentiert.
Dörpinghaus war Mitglied zahlreicher Fachgremien und Arbeitsgruppen des deutschen Bibliothekswesens. Zu seinem 60. Geburtstag wurde er mit der Festschrift Ordnung und System geehrt, die im Verlag Wiley – VCH erschien. Vier Jahre später wurde ihm 2001 die Universitätsmedaille für seine „besonderen Verdienste“ um die Bibliothek verliehen.

## Schriftenverzeichnis von Hermann Josef Dörpinghaus (Auswahl)

### Verwendete Abkürzungen
- Börsenblatt = Börsenblatt für den Deutschen Buchhandel (Frankfurt am Main)
- Informationen = Bibliothekssystem der Albert-Ludwigs-Universität Freiburg im Breisgau: Informationen
- Theke = Theke. Informationsblatt der Mitarbeiterinnen und Mitarbeiter im Bibliothekssystem der Universität Heidelberg
- Theke aktuell = Theke aktuell. Für Heidelberger Bibliotheken. Von Heidelberger Bibliotheken
- ZfBB = Zeitschrift für Bibliothekswesen und Bibliographie

### 1969–1979
- Darwins Theorie und der deutsche Vulgärmaterialismus im Urteil deutscher katholischer Zeitschriften zwischen 1854 und 1914. Freiburg, Univ., Diss., 1969.
- (Mitautor:) Philipp, Franz-Heinrich (Hrsg.): Bibliotheksbau und Bibliothekstechnik: ein Kompendium für Bibliothekare. Pullach, 1973.
- Zur Praxis der Erwerbungskooperation im Bibliothekssystem einer „alten“ Universität. In: ZfBB 24 (1977), S. 405–427.
- Der Geschäftsgang für Mikroformen an der Universitätsbibliothek Freiburg. In: Mikroformtechnik in Bibliotheken. Berlin, 1978, S. 31–48.
- Der „Inventar“-Umzug einer Bibliothek als organisatorische Aufgabe. In: ZfBB 26 (1979), S. 475–488.

### 1980–1989
- Die Universitätsbibliothek Freiburg. In: Zentrale Hochschulbibliotheken: Erfahrungen bei Planung, Bau und Betrieb. München, 1980, S. 85–89.
- Zum Nutzen von örtlichen Gesamtkatalogen: eine Antwort an Gerhart Lohse. In: Verband der Bibliotheken des Landes NRW: Mitteilungsblatt NF 32 (1982), S. 142–157; Referierende Kurzfassung in: DBV-Info 8 (1982), S. 57–60.
- Aktuelle Probleme der Beschaffung und Mittelbewirtschaftung. In: Arbeitsgruppe Fortbildung im Sprecherkreis der Hochschulkanzler: Das Bibliothekswesen der wissenschaftlichen Hochschulen: rechtliche, organisatorische und ökonomische Aspekte. Essen, 1984, S. 179–225 (Fortbildungsprogramm für die Wissenschaftsverwaltung, Materialien 19).
- Die Kontroverse um die Einfuhrumsatzsteuer. In: ZfBB 31 (1984), S. 314–333.
- Are book imports to be subject to duty? A topical European problem illustrated by the example of the Federal Republic of Germany. In: Ligue des Bibliothèques Européennes de Recherche: Bulletin 23 (1985), S. 44–53.
- Neue Bemühungen um die Abschaffung der (Einfuhr-) Umsatzsteuer auf europäischer Ebene. In: Bibliotheksdienst 19 (1985), S. 720–721 (ohne Verfasserangabe).
- Aktuelle Erwerbungsprobleme im Bibliothekswesen der Universitäten. In: Frankenberger, Rudolf (Hrsg.); Habermann, Alexandra (Hrsg.): Literaturversorgung in den Geisteswissenschaften: 75. Deutscher Bibliothekartag in Trier. Frankfurt, 1986, S. 52–76 (ZfBB, Sonderheft 43); Teilweise auch in: Informationen 26 (1985), S. 134–135; 27 (1985), S. 152–153.
- Checkliste für die Auswahl von Lieferanten beim Bezug ausländischer Monographien / unter Mitwirkung der Erwerbungskommission des DBI. Berlin, 1986.
- Gespaltene Preise bei ausländischen Verlagen am Beispiel der Preis- und Vertriebspolitik von Yale University Press und Masson. In: ZfBB 33 (1986), S. 237–246; Teilweise auch in: Informationen 31 (1986), S. 27–31.
- Literaturversorgung für Chemiker in Gefahr: ein offener Brief des Deutschen Bibliotheksverbandes (DBV) an Vorstand und Mitglieder der Gesellschaft Deutscher Chemiker (GDCh). In: Bibliotheksdienst 20 (1986), S. 1123–1129 (Der Text wurde unter dem Namen des damaligen Vorsitzenden des DBV, H. Sontag, veröffentlicht.)
- Die Preisgestaltung für die „Chemical Abstracts“: ein Mehrjahresüberblick. In: Bibliotheksdienst 20 (1986), S. 319–328.
- Preis- und Vertriebspolitik der VCH-Verlagsgesellschaft Weinheim beunruhigt amerikanische Bibliotheken. In: Bibliotheksdienst 20 (1986), S. 683–685.
- VCH-Verlagsgesellschaft setzt unfreundliche Bibliothekspolitik fort. In: Bibliotheksdienst 20 (1986), S. 1044–1045.
- California University Press ab sofort ohne gespaltene Preise. In: Bibliotheksdienst 21 (1987), S. 1034–1035.
- Chemical Abstracts u. BIOSIS-Dienste ab sofort zu US-Katalogpreisen. In: Bibliotheksdienst 21 (1987), S. 731–733.
- Preisfestsetzungen bei amerikanischen University Presses,. In: Bibliotheksdienst 21 (1987), S. 37–38.
- Probleme mit den Preisen von Pergamon Press. In: Bibliotheksdienst 21 (1987), S. 623–631.
- VCH-Zeitschriften „ ... in unserer Zeit“ ab 1988 wieder zu gebundenen Preisen für alle Bezieher. In: Bibliotheksdienst 21 (1987), S. 1129–1130.
- Auch Deutsche Importbuchhändler gehen gegen gespaltene Preise vor. In: Bibliotheksdienst 22 (1988), S. 25–27.
- Ausstellung Regio/Alsatia; zugleich: zehn Jahre Neubau der UB: eine Ansprache. In: Informationen 40 (1988), S. 287–290.
- DM-Preise für Bowker-Publikationen gesenkt! Kernprobleme bleiben ungelöst! In: Bibliotheksdienst 22 (1988), S. 124–126.
- (Rezension:) Dorsch, Klaus Dieter: Gesamtkataloge in Baden-Württemberg ... Heidelberg: Universitätsbibliothek, 1985 (Heidelberger Bibliotheksschriften 21) In: Bibliothek: Forschung und Praxis 12 (1988), S. 340–342.
- Die „exklusiven“ Preise der Bowker-Publikationen im Vertrieb des K.-G.-Saur-Verlags. In: Bibliotheksdienst 22 (1988), S. 22–25.
- (Mitautor:) Überlegungen zur EDV-gestützten Zusammenarbeit zwischen Bibliotheken und Buchhandel. In: Börsenblatt 9 (1988-02-02), S. 342–345.
- Besorgungskosten bei bundesdeutschen Zeitschriften aus bibliothekarischer Sicht. In: Börsenblatt 53 (1989-07-04), S. 2087–2097; Auch in: Arbeitsgemeinschaft Wissenschaftlicher Sortimentsbuchhandlungen (Hrsg.): Der Buchhandel und der Europäische Binnenmarkt. Hannover, 1989, S. 81–102.
- Bundesregierung unterrichtet Bundestag über „Maßnahmen im Bereich des Buches“. In: Bibliotheksdienst 23 (1989), S. 1054–1056.
- (Mitautor und Hrsg.:) Einfuhr von Bibliotheksmaterialien: ein praktischer Ratgeber für Bibliotheken / erarbeitet von der Erwerbungskommission des Deutschen Bibliotheksinstituts. Berlin, 1989. (DBI-Materialien 86).
- Springer-Verlag Berlin benachteiligt deutsche Bibliotheken bei Zeitschriftenpreisen. In: Bibliotheksdienst 23 (1989), S. 38–40.
- Springer-Verlag kontra Erwerbungskommission – oder umgekehrt!? In: Bibliotheksdienst 23 (1989), S. 278–283.

### 1990–1995
- Erwerbungskommission bei der Brüsseler EG-Kommission gegen Pergamon Press erfolgreich – Verlag gibt für Preisgestaltung seiner Zeitschriften Verpflichtungserklärung ab. In: Bibliotheksdienst 24 (1990), S. 1522–1525.
- Das Kartellamt hat geschlabbert. In: Buchmarkt 7 (1990), S. 197–202.
- (Gemeinsam mit M. Wiesner:) Die Preisbindung in der Bundesrepublik Deutschland. In: Informationen 50 (1990), S. 655–658; auch in Theke (1991), H. 1, S. 18–22.
- Reise in ein (mir) unbekanntes Land: Bibliotheksimpressionen aus Sachsen. In: Informationen 47 (1990), S. 517–525; Auch in: Verein der Diplom-Bibliothekare an wissenschaftlichen Bibliotheken / Verein Deutscher Bibliothekare: Rundschreiben (1990), H. 3, S. 23–28.
- Sind Preisvergleiche in Zukunft noch erlaubt? Verlag Gordon and Breach klagt vor dem Frankfurter Landgericht gegen amerikanischen Physikprofessor. In: Bibliotheksdienst 24 (1990), S. 62–64.
- Die Universitätsbibliothek Leipzig. In: Informationen 48 (1990), S. 564–568.
- Bibliothekarische Überlegungen zur CD-ROM. In: Theke (1991), H. 2, S. 37–41.
- (Mitautor:) Einfuhr von Bibliotheksmaterialien: ein praktischer Ratgeber für Bibliotheken / erarbeitet von der Erwerbungskommission des Deutschen Bibliotheksinstituts. 2. überarb. Ausg. Berlin, 1991. (DBI-Materialien 86).
- Das Infrastrukturprogramm der Volkswagen-Stiftung für die Universitäten der neuen Bundesländer: Bericht über eine Fördermaßnahme. In: ZfBB 38 (1991), S. 190–193.
- Preissteigerungen und gespaltene Preise. In: Informationen 51 (1991), S. 693–700; Auch in: Theke  (1991) H. 2, S. 12–20.
- Steuern auf Bibliotheksmaterialien: ein Überblick. In: Tradition – Organisation – Innovation: 25 Jahre Bibliotheksarbeit in Freiburg. Wolfgang Kehr zum 60. Geburtstag (1991) Bd. 1, S. 77–90.
- Bibliotheksetat und Buchhandel. In: Theke (1992), H. 1–2, S. 9–11; Auch in: Ruperto Carola 44 (1992), S. 99–102.
- Checkliste für die Auswahl von Lieferanten beim Bezug ausländischer Monographien / unter Mitwirkung der Erwerbungskommission des DBI. 2. überarb. Auflage [überarb. von Rolf Griebel u. a.]. Berlin: Deutsches Bibliotheksinstitut, 1992.
- No tax on books for libraries: Werden Bibliotheken ab 1.1.1993 erwerbssteuerpflichtig? In: Theke (1992), H. 1–2, S. 3–7.
- (Geleitwort:) Schuba, Ludwig: Die Quadriviums-Handschriften der Codices Palatini Latini in der Vatikanischen Bibliothek. Wiesbaden, 1992, S. V (Kataloge der Universitätsbibliothek Heidelberg Bd. 2).
- Im Profil (Interview mit H. J. Dörpinghaus) In: Rhein – Neckar – Zeitung vom 26. 1. 1993.
- Zum aktuellen Stand der Erschließung und Katalogisierung der Bibliotheca Palatina Vaticana. In: Theke (1993), S. 4–8.
- Ist die Bildung von Sammelschwerpunkten – insbesondere für Zeitschriften – innerhalb der einzelnen Regionen der Bundesrepublik wirklich sinnvoll und praktikabel? Stellungnahme zu einer DFG-Empfehlung. In: Theke (1994), S. 38–42.
- Zum finanziellen Notstand der wissenschaftlichen Bibliotheken in Baden - Württemberg: eine Dokumentation. In: Theke (1994), S. 32–37.
- Der neue Document-Delivery-Service der Universitätsbibliothek Heidelberg für Naturwissenschaften und Medizin. In: Theke (1995), S. 59–60; Auch in: Theke aktuell 2 (1995), Nr. 3, S. 12–15.
- Wiedereröffnung: Zweigbibliothek der UB Heidelberg. In: Bibliotheksdienst 29 (1995), S. 1152–1153.
- Zur Eröffnung der Ausstellung „Aus den Tresoren der ältesten deutschen Universitätsbibliothek“ am 6. November 1995. Ansprache in der Aula der Alten Universität. In: Theke (1995), S. 55–58.
- Zur Wiedereröffnung der Zweigstelle der Universitätsbibliothek Heidelberg im Neuenheimer Feld am 13.6.1995. Ansprache. In: Theke (1995), S. 45–48.

### 1996–1999
- Einleitende Bemerkungen zum Themenkreis: List und Frust? Das etwas andere Fachreferat in den Sondersammelgebieten. In: Tübinger Bibliotheksinformationen. Mitteilungsblatt für das Bibliothekssystem der Universität Tübingen (Juni 1996), S. 3–5.
- Die Urkundensammlungen der Heidelberger Universitätsbibliothek. Eine kleine Übersicht aus aktuellem Anlass. In: Theke (1996), S. 54–57.
- Zur Jubiläumsausstellung der Universitätsbibliothek Heidelberg. In: Librarium 39 (1996), S. 22–23.
- Eine Handschrift kehrt zurück. Grußwort anlässlich der feierlichen Übergabe der Chronik des Matthias von Kemnat am  Montag, 29. September 1997 in der Aula der alten Universität. In: Theke (1997), S. 11–14.
- Erwerbungsprofile – Richtlinien für einen bedarfsorientierten transparenten Bestandsaufbau. In: Theke (1997), S. 57–58.
- Von der Liberey zur Bibliothek – Kostbarkeiten aus der sächsischen Landesbibliothek in der Universitätsbibliothek Heidelberg. Ansprache zur Eröffnung in der Aula der Alten Universität am 11. April 1997 In: Theke (1997),S. 47–49.
- Aus Alt mach’ neu: die Heidelberger Universitätsbibliothek bietet modernste Technik in einem alten Gebäude. In: Buch & Bild 2 (1998), S. 68–69.
- Begrüßung in der Aula der Alten Universität anlässlich der Eröffnung der Ausstellung „Die Bücher der Maya, Mixteken und Axteken“  am 22.9.1998 in der Universitätsbibliothek Heidelberg. In: Theke (1998), S. 46–49.
- Deutscher Spitzenplatz. Heidelbergs Universitätsbibliothek und das Internet – Serviceleistungen für PC – Nutzer. In: Rhein – Neckar – Zeitung vom 14. Oktober 1998, S. Universitas.
- Einführung zur Ausstellungseröffnung „Gotthard de Beauclair“  in der Universitätsbibliothek Heidelberg am 28.5.1998. Ansprache in der Aula der Alten Universität. In: Theke (1998), S. 29–31.
- (Gemeinsam mit J. Dannehl) Der Heidelberger Karl-Theodor-Globus in den Sammlungen der Universitätsbibliothek Heidelberg: ein Zeugnis für die Pflege der Wissenschaften in der Kurpfalz im 18. Jahrhundert. In: Theke (1998), S. 55–61.
- Kataloge der Universitätsbibliothek Heidelberg: Ein kurzer Streifzug durch die Geschichte. In: Theke 1998 (1998), S. 9–14.
- Sponsoring für wissenschaftliche Bibliotheken in öffentlicher Trägerschaft: steuerrechtliche Aspekte. In: ZfBB 45 (1998), S. 279–294.
- 12 Gründe für den Abbruch alphabetischer Zettelkataloge zum 31.12. 1999 in den Bibliotheken der Institute/Seminare/Kliniken der Universität Heidelberg. In: Theke aktuell 6 (1999), Nr. 3, S. 27–29.
- Ansprache zur Ausstellungseröffnung „Kostbarkeiten gesammelter Geschichte: Schätze der Universitätsbibliothek Heidelberg im Dresdner Schloss“ am 27. Februar 1999 in Dresden. In: Theke (1999), S. 16–18.
- Bibliothek im Umbruch. Die Heidelberger Universitätsbibliothek vor dem 21. Jahrhundert. In: Rhein – Neckar –  Zeitung vom 1. Juni 1999, S. Universitas. Auch in: Wissenschaft 2000. Zukunftsperspektiven Heidelberger Forscher vor dem dritten Millenium. Hrsg. Heribert Vogt, Heidelberg: Winter (2000), S. 95–99.

### 2000–2009
- Ansprache in der Aula der Alten Universität zur Ausstellungseröffnung „Kostbarkeiten gesammelter Geschichte“ in der Universitätsbibliothek Heidelberg am 28. April 2000 In: Theke (2000), S. 22–26
- Beutegut? In: Theke (2000), S. 38–46.
- Die bibliotheksrechtlichen Vorschriften des neuen Universitätsgesetzes. In: Theke aktuell 7 (2000), Nr. 1, S. 3–6.
- (Gemeinsam mit W. Moritz und A. Schlechter) Projekt Dr. Marie Baum abgeschlossen. Eine erfolgreiche Kooperation zwischen Universitätsarchiv und Universitätsbibliothek. In: Theke aktuell 7 (2000), Nr. 4, S. 18–21.
- (Geleitwort) Schaffrodt Petra: Nachlassverzeichnis Dr. Marie Baum (1874 – 1964): Ein Leben in sozialer Verantwortung;Heid Hss 3675 / bearb. von Petra Schaffrodt unter Mitwirkung von Werner Moritz und Armin Schlechter: Heidelberg 2000 S. 1 (Schriften der Universitätsbibliothek Heidelberg 2).
- Staatsbesuch in der Heidelberger Universitätsbibliothek: Bundespräsident Rau, Altbundespräsident von Weizsäcker und Ministerpräsident Teufel zu Gast. In: Theke aktuell 7 (2000), Nr. 1, S. 15–17.
- (Geleitwort) Die Universitätsbibliothek Heidelberg. Kostbarkeiten gesammelter Geschichte. Vernissage. Die Zeitschrift zur Ausstellung 5/00, 8. Jahrgang  2000, S. 3.
- Zu den Auswirkungen der bibliotheksrechtlichen Regelungen im novellierten Gesetz über die Universitäten im Lande Baden-Württemberg. In: Theke (2000), S. 106–113.
- (Geleitwort) Stange Manfred: Nachlassverzeichnis Gustav Radbruch (1878 – 1949): Wissenschaft und politisches Wirken. Heid Hs 3716 / bearb. von Manfred Stange. Für den Druck überarbeitet von Arnim Schlechter. Heidelberg 2001, S. 1–2 (Schriften der Universitätsbibliothek Heidelberg 3).
- Verabschiedung: „Dr. Hermann Josef Dörpinghaus in den Ruhestand verabschiedet“ Ansprache beim Festakt in der Aula der Alten Universität am 9. Juli 2001. In: Theke (2001) S. 15–20.
- Heidelberg, bibliothèque de l’université. In: Dictionnaire encyclopedique du Livre. Paris 2005, Bd. 2, S. 458–459.
- Der Wipperfürth – Klüppelberger Kriegerverein (1843–1920) und sein Hauptmann Hermann Dörpinghaus. In: Wipperfürther Vierteljahresblätter Nr. 112 (April – Juni 2009), S. 1–27.